# Пять франков «Виктор Гюго»
Пять новых франков Виктор Гюго — французская банкнота выпущенная Банком Франции. Банкнота имела номинал новые пять франков, была создана 5 марта 1959 года, 4 января 1960 года Банк Франции начал печать новой банкноты. В 1967 году она была заменена на пять франков Пастер.

## История
Эта банкнота принадлежит к серии «Знаменитые люди Франции», их деятельность привела к созданию современной Франции как государства. На других банкнотах в этой серии: Ришельё, Генрих IV и Наполеон I. Банкнота имеет аббревиатуру NF.
Выпуск банкноты был с 1959 года по ноябрь 1965 года, а с 3 января 1967 года банкнота выходит из оборота. 1 апреля 1968 года она перестает быть законным платежным средством.

## Описание
Портрет Виктора Гюго идентичен изображению на банкноте 500 франков с портретом Виктора Гюго, только на этой банкноте желтый фон. Номинал банкноты «NF 5» или «Пять новых франков», после реформы 1958 года.